# Savoyai Beatrix cseh királyné
Savoyai Beatrix (1310 – 1331. december 20.) savoyai grófnő, cseh királyné, karintiai hercegné, tiroli grófné

## Élete
V. Amadeusz savoyai gróf lánya. 1328. június 8-án feleségül ment II. Henrik cseh királyhoz. Miután férjét 1310-ben Luxemburgi János elűzte a cseh trónról, így Beatrix csak névleges cseh királyné lett. Mivel Henriknek ekkoriban csak egy élő gyermeke volt, és az is leány, így Beatrixtól elvárták, hogy fiú örökössel ajándékozza meg a férjét. Beatrix azonban alig három évvel a házasságkötésük után 21 éves korában gyermektelenül elhunyt. Férje mindhárom feleségét túlélve már nem házasodott meg újra, így egyetlen törvényes lánya, Margit lett Henrik örököse.

## Külső hivatkozások
- FMG/Carinthia Dukes Genealogy – 2014. május 22.
- FMG/Savoy Counts & Dukes Genealogy – 2014. május 22.
- Genealogie-Mittelalter/Heinrich von Görz-Tirol König von Böhmen – 2014. május 22.
- Euweb/Görz Genealogy – 2014. május 22.
- Euweb/The House of Savoy – 2014. május 22.

| Előző Braunschweigi Adelhaid | Cseh királyné 1328 – 1331 de iure | Következő Bourbon Beatrix |

| Előző Braunschweigi Adelhaid | Karintia hercegnéje 1328 – 1331 | Következő Pfirti Johanna |

| Előző Braunschweigi Adelhaid | Tirol grófnéja 1328 – 1331 | Következő Pfirti Johanna |